# Nagroda Nebula za najlepszą nowelę
Lista zwycięzców i nominowanych do nagrody Nebula w kategorii najlepsza nowela (Best Novelette, pomiędzy 7500 a 17 500 słów).
Nagrodę przyznaje się za miniony rok i ogłasza w roku następnym (pierwsza została przyznana w 1966 r. za 1965 r.). Stąd różnice wobec nagród Hugo (książki niekiedy są nagradzane w tym samym roku co Hugo, a niekiedy w następnym).
Najwięcej nagród zdobył Ted Chiang: 3 na 3 nominacji. Najwięcej nominacji miała Ursula K. Le Guin: 7 (1 nagroda).

## Nagroda Nebula za najlepszą nowelę
Legenda:
 Zwycięzcy 
 Nagrody nie przyznano 
| Rok  | Autor                             | Tytuł | Źródło |
| ---- | --------------------------------- | --- | ------ |
| 1966 | Roger Zelazny                     | Bramy jego twarzy, lampy jego ust (The Doors of His Face, the Lamps of His Mouth)                                                                           | [ 1 ]  |
| 1966 | James Blish, Norman L. Knight     | The Shipwrecked Hotel | [ 1 ]  |
| 1966 | Jonathan Brand                    | Vanishing Point | [ 1 ]  |
| 1966 | Thomas M. Disch                   | 102 H-Bombs | [ 1 ]  |
| 1966 | R. C. FitzPatrick                 | Half a Loaf | [ 1 ]  |
| 1966 | Joseph L. Green                   | The Decision Makers | [ 1 ]  |
| 1966 | Norman Kagan                      | At the Institute | [ 1 ]  |
| 1966 | Norman Kagan                      | The Earth Merchants | [ 1 ]  |
| 1966 | Norman Kagan                      | Laugh Along with Franz | [ 1 ]  |
| 1966 | Michael Karageorge                | The Life of Your Time | [ 1 ]  |
| 1966 | Fritz Leiber                      | Four Ghosts In Hamlet | [ 1 ]  |
| 1966 | E. Clayton McCarty                | Small One | [ 1 ]  |
| 1966 | Mack Reynolds                     | The Adventure of the Extraterrestrial | [ 1 ]  |
| 1966 | Fred Saberhagen                   | Masque of the Red Shift | [ 1 ]  |
| 1966 | James H. Schmitz                  | Goblin Night | [ 1 ]  |
| 1966 | James H. Schmitz                  | Planet of Forgetting | [ 1 ]  |
| 1966 | J. W. Schutz                      | Maiden Voyage | [ 1 ]  |
| 1966 | Robert Sheckley                   | Shall We Have a Little Talk? | [ 1 ]  |
| 1966 | William Tenn                      | The Masculinist Revolt | [ 1 ]  |
| 1967 | Gordon R. Dickson                 | Mów mu: Panie (także: Nazywaj go Panem, Nazywaj go - Panie; Call Him Lord)                                                                                  | [ 2 ]  |
| 1967 | Robert M. Green, Jr.              | Apology to Inky | [ 2 ]  |
| 1967 | Charles L. Harness                | An Ornament to His Profession | [ 2 ]  |
| 1967 | Hayden Howard                     | The Eskimo Invasion | [ 2 ]  |
| 1967 | Roger Zelazny                     | Jedna chwila burzy (This Moment of the Storm) | [ 2 ]  |
| 1968 | Fritz Leiber                      | Porzucam kośćmi (Gonna Roll the Bones) | [ 3 ]  |
| 1968 | Harlan Ellison                    | Śliczna Maggie Dolarooka (Pretty Maggie Moneyeyes) | [ 3 ]  |
| 1968 | Larry Niven                       | Flatlander | [ 3 ]  |
| 1968 | Roger Zelazny                     | Klucze do grudnia (The Keys to December) | [ 3 ]  |
| 1968 | Roger Zelazny                     | Ta śmiertelna góra (This Mortal Mountain) | [ 3 ]  |
| 1969 | Richard Wilson                    | Mother to the World | [ 4 ]  |
| 1969 | Brian Aldiss                      | Total Environment | [ 4 ]  |
| 1969 | Poul Anderson                     | Pod postacią ciała (The Sharing of Flesh) | [ 4 ]  |
| 1969 | James Gunn                        | Słuchacze (The Listeners) | [ 4 ]  |
| 1969 | H. H. Hollis                      | The Guerrilla Trees | [ 4 ]  |
| 1969 | Keith Laumer                      | Once There Was a Giant | [ 4 ]  |
| 1969 | Barry N. Malzberg                 | Final War | [ 4 ]  |
| 1970 | Samuel R. Delany                  | Czas rozpatrywany jako helisa z kamieni półszlachetnych (Time Considered as a Helix of Semi-Precious Stones)                                                | [ 5 ]  |
| 1970 | Gregory Benford                   | Deeper than the Darkness | [ 5 ]  |
| 1970 | Ursula K. Le Guin                 | Dziewięć śmierci (także jako Dziewięć żywotów; Nine Lives)                                                                                                  | [ 5 ]  |
| 1970 | Norman Spinrad                    | The Big Flash | [ 5 ]  |
| 1971 | Theodore Sturgeon                 | Powolna rzeźba (Slow Sculpture) | [ 6 ]  |
| 1971 | Thomas M. Disch                   | The Asian Shore | [ 6 ]  |
| 1971 | Gordon Eklund                     | Dear Aunt Annie | [ 6 ]  |
| 1971 | Gerald Jonas                      | The Shaker Revival | [ 6 ]  |
| 1971 | R.A. Lafferty                     | Continued on Next Rock | [ 6 ]  |
| 1971 | Joanna Russ                       | The Second Inquisition | [ 6 ]  |
| 1972 | Poul Anderson                     | Królowa powietrza i mroku (The Queen of Air and Darkness)                                                                                                   | [ 7 ]  |
| 1972 | Gardner Dozois                    | Specjalny rodzaj poranka (A Special Kind of Morning) | [ 7 ]  |
| 1972 | Edgar Pangborn                    | Mount Charity | [ 7 ]  |
| 1972 | Joanna Russ                       | Poor Man, Beggar Man | [ 7 ]  |
| 1972 | Kate Wilhelm                      | The Encounter | [ 7 ]  |
| 1973 | Poul Anderson                     | Pieśń pasterza (Goat Song) | [ 8 ]  |
| 1973 | Alfred Bester                     | The Animal Fair | [ 8 ]  |
| 1973 | Gardner Dozois                    | A Kingdom by the Sea | [ 8 ]  |
| 1973 | Harlan Ellison                    | Basilisk | [ 8 ]  |
| 1973 | David Gerrold                     | In the Deadlands | [ 8 ]  |
| 1973 | William Rotsler                   | Patron of the Arts | [ 8 ]  |
| 1973 | Kate Wilhelm                      | The Funeral | [ 8 ]  |
| 1974 | Vonda N. McIntyre                 | O Mgle i Trawie, i Piasku (także jako Z Trawy, i Mgły, i Piasku; Of Mist, and Grass, and Sand)                                                              | [ 9 ]  |
| 1974 | Harlan Ellison                    | Ptak śmierci (The Deathbird) | [ 9 ]  |
| 1974 | Theodore Sturgeon                 | Case and the Dreamer | [ 9 ]  |
| 1974 | James Tiptree Jr.                 | The Girl Who Was Plugged In | [ 9 ]  |
| 1975 | Gordon Eklund, Gregory Benford    | If the Stars Are Gods | [ 10 ] |
| 1975 | Charles L. Grant                  | The Rest Is Silence | [ 10 ] |
| 1975 | Tom Reamy                         | Twilla | [ 10 ] |
| 1976 | Tom Reamy                         | San Diego Lightfoot Sue | [ 11 ] |
| 1976 | Eleanor Arnason                   | The Warlord of Saturn's Moons | [ 11 ] |
| 1976 | Michael Bishop                    | Blooded on Arachne | [ 11 ] |
| 1976 | Richard Cowper                    | The Custodians | [ 11 ] |
| 1976 | Jack Dann                         | The Dybbuk Dolls | [ 11 ] |
| 1976 | Avram Davidson                    | Polly Charms, the Sleeping Woman | [ 11 ] |
| 1976 | Randall Garrett                   | The Final Fighting of Fion Mac Cumhail | [ 11 ] |
| 1976 | Ursula K. Le Guin                 | Nowa Atlantyda (The New Atlantis) | [ 11 ] |
| 1976 | Barry N. Malzberg                 | A Galaxy Called Rome | [ 11 ] |
| 1976 | Craig Strete                      | The Bleeding Man | [ 11 ] |
| 1976 | John Varley                       | Retrograde Summer | [ 11 ] |
| 1977 | Isaac Asimov                      | Człowiek, który żył dwieście lat (także Dwustuletni człowiek; The Bicentennial Man)                                                                         | [ 13 ] |
| 1977 | Grant Carrington                  | His Hour Upon the Stage | [ 13 ] |
| 1977 | Steven Utley, Howard Waldrop      | Custer's Last Jump | [ 13 ] |
| 1977 | John Varley                       | In the Bowl | [ 13 ] |
| 1978 | James Tiptree Jr.                 | Sposób na muchy (The Screwfly Solution) | [ 14 ] |
| 1978 | Edward Bryant                     | Teoria cząstek (Particle Theory) | [ 14 ] |
| 1978 | Fritz Leiber                      | A Rite of Spring | [ 14 ] |
| 1978 | George R.R. Martin                | Kamienne miasto (The Stone City) | [ 14 ] |
| 1978 | Carter Scholz                     | The Ninth Symphony of Ludwig van Beethoven and Other Lost Songs                                                                                             | [ 14 ] |
| 1979 | Charles L. Grant                  | A Glow of Candles, a Unicorn's Eye | [ 15 ] |
| 1979 | Orson Scott Card                  | Mikal’s Songbird | [ 15 ] |
| 1979 | Dean Ing                          | Devil You Don’t Know | [ 15 ] |
| 1980 | George R.R. Martin                | Piaseczniki (Sandkings) | [ 16 ] |
| 1980 | Poul Anderson                     | Drogi miłości (The Ways of Love) | [ 16 ] |
| 1980 | Jack Dann                         | Camps | [ 16 ] |
| 1980 | Ursula K. Le Guin                 | The Pathways of Desire | [ 16 ] |
| 1980 | Michael Shea                      | The Angel of Death | [ 16 ] |
| 1980 | John Varley                       | Options | [ 16 ] |
| 1981 | Howard Waldrop                    | Szkaradne kuraki (The Ugly Chickens) | [ 17 ] |
| 1981 | Edward Bryant                     | Strata | [ 17 ] |
| 1981 | Stephen King                      | The Way Station | [ 17 ] |
| 1981 | Michael Swanwick                  | The Feast of Saint Janis | [ 17 ] |
| 1981 | Michael Swanwick                  | Ginungagap | [ 17 ] |
| 1981 | John Varley                       | Moczary Bitników (Beatnik Bayou) | [ 17 ] |
| 1982 | Michael Bishop                    | Przyspieszenie (The Quickening) | [ 18 ] |
| 1982 | Mildred Downey Broxon             | Sea Changeling | [ 18 ] |
| 1982 | Edward Bryant                     | The Thermals of August | [ 18 ] |
| 1982 | Parke Godwin                      | The Fire When It Comes | [ 18 ] |
| 1982 | Michael Swanwick                  | Mummer Kiss | [ 18 ] |
| 1982 | James Tiptree Jr.                 | Lirios: A Tale of the Quintana Roo | [ 18 ] |
| 1983 | Connie Willis                     | Praktyka dyplomowa (także jako Obserwator przeciwpożarowy, Praktyka dyplomowa, Praktyka studencka; Fire Watch)                                              | [ 19 ] |
| 1983 | J.G. Ballard                      | Myths of the Near Future | [ 19 ] |
| 1983 | Thomas M. Disch                   | Zrozumieć człowieka (Understanding Human Behavior) | [ 19 ] |
| 1983 | William Gibson                    | Wypalić chrom (Burning Chrome) | [ 19 ] |
| 1983 | Joanna Russ                       | The Mystery of the Young Gentleman | [ 19 ] |
| 1983 | Bruce Sterling                    | Rój (Swarm) | [ 19 ] |
| 1984 | Greg Bear                         | Muzyka krwi (Blood Music) | [ 20 ] |
| 1984 | Jack Dann                         | Blind Shemmy | [ 20 ] |
| 1984 | George R.R. Martin                | Małpia kuracja (The Monkey Treatment) | [ 20 ] |
| 1984 | Kim Stanley Robinson              | Czarne powietrze (Black Air) | [ 20 ] |
| 1984 | Bruce Sterling                    | Cicada Queen | [ 20 ] |
| 1984 | Ian Watson                        | Powolne ptaki (Slow Birds) | [ 20 ] |
| 1984 | Connie Willis                     | Sydon w Lustrzaku (także jako Sydon w lustrze; The Sidon in the Mirror)                                                                                     | [ 20 ] |
| 1985 | Octavia E. Butler                 | Więzy krwi (Bloodchild) | [ 21 ] |
| 1985 | Jack Dann                         | Niedobre lekarstwo (Bad Medicine) | [ 21 ] |
| 1985 | James Patrick Kelly               | Saint Theresa of the Aliens | [ 21 ] |
| 1985 | Kim Stanley Robinson              | The Lucky Strike | [ 21 ] |
| 1985 | Lucius Shepard                    | Człowiek, który pomalował smoka Griaule'a (The Man Who Painted the Dragon Griaule)                                                                          | [ 21 ] |
| 1985 | Michael Swanwick                  | Trojan Horse | [ 21 ] |
| 1986 | George R.R. Martin                | Portrety jego dzieci (Portraits of His Children) | [ 22 ] |
| 1986 | Michael Bishop                    | A Gift from the GrayLanders | [ 22 ] |
| 1986 | Orson Scott Card                  | The Fringe | [ 22 ] |
| 1986 | Harlan Ellison                    | Paladyn straconej godziny (także jako Paladyn zgubionej godziny; Paladin of the Lost Hour)                                                                  | [ 22 ] |
| 1986 | Michael Swanwick, William Gibson  | Pojedynek (Dogfight) | [ 22 ] |
| 1986 | Lucius Shepard                    | Łowca jaguarów (The Jaguar Hunter) | [ 22 ] |
| 1986 | S. C. Sykes                       | Rockabye Baby | [ 22 ] |
| 1987 | Kate Wilhelm                      | The Girl Who Fell into the Sky | [ 23 ] |
| 1987 | Orson Scott Card                  | Nad rzeką Hatrack (Hatrack River) | [ 23 ] |
| 1987 | Suzy McKee Charnas                | Koncert muzyki Brahmsa (Listening to Brahms) | [ 23 ] |
| 1987 | William Gibson                    | Zimowy targ (The Winter Market) | [ 23 ] |
| 1987 | Judith Moffett                    | Surviving | [ 23 ] |
| 1987 | Lucius Shepard                    | Aymara | [ 23 ] |
| 1987 | Roger Zelazny                     | Wieczna zmarzlina (także jako Wieczna marzłoć; Permafrost)                                                                                                  | [ 23 ] |
| 1988 | Pat Murphy                        | Zakochana Rachela (Rachel in Love) | [ 24 ] |
| 1988 | Octavia E. Butler                 | The Evening and the Morning and the Night | [ 24 ] |
| 1988 | Ursula K. Le Guin                 | Dziewczyny Buffalo, wyjdźcie dzisiejszej nocy... (Buffalo Gals, Won't You Come Out Tonight)                                                                 | [ 24 ] |
| 1988 | Bruce McAllister                  | Dream Baby | [ 24 ] |
| 1988 | Bruce Sterling                    | Kwiaty Edo (Flowers of Edo) | [ 24 ] |
| 1988 | Connie Willis                     | Schwarzschild Radius | [ 24 ] |
| 1989 | George Alec Effinger              | Kociątko Schrödingera (Schrödinger’s Kitten) | [ 25 ] |
| 1989 | Neal Barrett Jr.                  | Ginny Sweethips' Flying Circus | [ 25 ] |
| 1989 | Steven Gould                      | Brzoskwinie dla Szalonej Molly (Peaches for Mad Molly) | [ 25 ] |
| 1989 | Ian McDonald                      | Unfinished Portrait of the King of Pain by Van Gogh | [ 25 ] |
| 1989 | Judith Moffett                    | The Hob | [ 25 ] |
| 1989 | Mike Resnick                      | Kirinyaga | [ 25 ] |
| 1989 | Howard Waldrop                    | Do Ya, Do Ya, Wanna Dance? | [ 25 ] |
| 1990 | Connie Willis                     | W Rialto (At the Rialto) | [ 26 ] |
| 1990 | Greg Bear                         | Sisters | [ 26 ] |
| 1990 | Megan Lindholm                    | Silver Lady and the Fortyish Man | [ 26 ] |
| 1990 | Mike Resnick                      | Bowiem dotknęłam nieba (For I Have Touched the Sky) | [ 26 ] |
| 1990 | Kristine Kathryn Rusch            | Fast Cars | [ 26 ] |
| 1990 | Robert Silverberg                 | Na scenę wkracza żołnierz. A po nim wkracza drugi (Enter a Soldier. Later: Enter Another)                                                                   | [ 26 ] |
| 1991 | Ted Chiang                        | Wieża Babilonu (Tower of Babylon) | [ 27 ] |
| 1991 | Dafydd ab Hugh                    | The Coon Rolled Down and Ruptured His Larinks, A Squeezed Novel by Mr. Skunk                                                                                | [ 27 ] |
| 1991 | Ursula K. Le Guin                 | Opowieść szobów (The Shobies' Story) | [ 27 ] |
| 1991 | Ian R. MacLeod                    | 1/72nd Scale | [ 27 ] |
| 1991 | Mike Resnick                      | Manamouki (The Manamouki) | [ 27 ] |
| 1991 | Kristine Kathryn Rusch            | A Time for Every Purpose | [ 27 ] |
| 1991 | Susan Shwartz                     | Loose Cannon | [ 27 ] |
| 1991 | Martha Soukup                     | Over the Long Haul | [ 27 ] |
| 1992 | Michael Conner                    | Guide Dog | [ 28 ] |
| 1992 | Ray Aldridge                      | Gate of Faces | [ 28 ] |
| 1992 | Karen Joy Fowler                  | Black Glass | [ 28 ] |
| 1992 | Lucius Shepard, Robert Frazier    | The All-Consuming | [ 28 ] |
| 1992 | James Patrick Kelly               | Standing In Line with Mister Jimmy | [ 28 ] |
| 1992 | Jonathan Lethem                   | Szczęśliwy Człowiek (The Happy Man) | [ 28 ] |
| 1992 | Susan Shwartz                     | Getting Real | [ 28 ] |
| 1993 | Pamela Sargent                    | Danny leci na Marsa (Danny Goes to Mars) | [ 29 ] |
| 1993 | Gregory Benford                   | Koniec rzeczy (Matter's End) | [ 29 ] |
| 1993 | S. N. Dyer                        | Oddział lipcowy (The July Ward) | [ 29 ] |
| 1993 | Carolyn Ives Gilman               | The Honeycrafters | [ 29 ] |
| 1993 | Susan Shwartz                     | Suppose They Gave a Peace... | [ 29 ] |
| 1993 | Walter Jon Williams               | Prayers on the Wind | [ 29 ] |
| 1994 | Charles Sheffield                 | Georgia on My Mind | [ 30 ] |
| 1994 | Terry Bisson                      | Anglia wyszła w morze (England Underway) | [ 30 ] |
| 1994 | Janet Kagan                       | Mistrzowskie posunięcie dziadka do orzechów (The Nutcracker Coup)                                                                                           | [ 30 ] |
| 1994 | John Kessel                       | Licencja (The Franchise) | [ 30 ] |
| 1994 | Martha Soukup                     | Things Not Seen | [ 30 ] |
| 1994 | Connie Willis                     | Śmierć na Nilu (Death on the Nile) | [ 30 ] |
| 1995 | David Gerrold                     | Dziecko z Marsa (The Martian Child) | [ 31 ] |
| 1995 | Terry Bisson                      | Necronauts | [ 31 ] |
| 1995 | Nina Kiriki Hoffman               | The Skeleton Key | [ 31 ] |
| 1995 | Geoffrey A. Landis                | The Singular Habits of Wasps | [ 31 ] |
| 1995 | Ursula K. Le Guin                 | Kwestia Seggri (The Matter of Seggri) | [ 31 ] |
| 1995 | Maureen McHugh                    | Nekropolis | [ 31 ] |
| 1996 | Ursula K. Le Guin                 | Samotność (Solitude) | [ 32 ] |
| 1996 | Dale Bailey                       | The Resurrection Man's Legacy | [ 32 ] |
| 1996 | Michael G. Coney                  | Tea and Hamsters | [ 32 ] |
| 1996 | Esther Friesner                   | Jesus at the Bat | [ 32 ] |
| 1996 | Nina Kiriki Hoffman               | Home for Christmas | [ 32 ] |
| 1996 | James Patrick Kelly               | Myśleć jak dinozaury (Think Like a Dinosaur) | [ 32 ] |
| 1996 | Mike Resnick                      | Kiedy starzy bogowie umierają (When the Old Gods Die) | [ 32 ] |
| 1997 | Bruce Holland Rogers              | Szalupa ratunkowa na płonącym morzu (Lifeboat on a Burning Sea)                                                                                             | [ 33 ] |
| 1997 | John M. Ford                      | Erase/Record/Play | [ 33 ] |
| 1997 | George Guthridge                  | Mirror of Lop Nor | [ 33 ] |
| 1997 | Paul Levinson                     | The Chronology Protection Case | [ 33 ] |
| 1997 | Harry Turtledove                  | Za wszelką cenę (Must and Shall) | [ 33 ] |
| 1997 | Robert Charles Wilson             | The Perseids | [ 33 ] |
| 1997 | Dave Wolverton                    | Po srogiej zimie (After a Lean Winter) | [ 33 ] |
| 1998 | Nancy Kress                       | Kwiaty więzienia Aulit (The Flowers of Aulit Prison) | [ 34 ] |
| 1998 | Eleanor Arnason                   | The Dog's Story | [ 34 ] |
| 1998 | James Alan Gardner                | Trzy przesłuchania w kwestii obecności węży w ludzkim krwiobiegu (Three Hearings on the Existence of Snakes in the Human Bloodstream)                       | [ 34 ] |
| 1998 | Bill Johnson                      | We Will Drink a Fish Together... | [ 34 ] |
| 1998 | John Kessel                       | Cud w alei Ivar (The Miracle of Ivar Avenue) | [ 34 ] |
| 1998 | Paul Levinson                     | The Copyright Notice Case | [ 34 ] |
| 1998 | William Sanders                   | The Undiscovered | [ 34 ] |
| 1999 | Jane Yolen                        | Lost Girls | [ 35 ] |
| 1999 | Gregory Feeley                    | The Truest Chill | [ 35 ] |
| 1999 | Ellen Klages                      | Time Gypsy | [ 35 ] |
| 1999 | Mark J. McGarry                   | The Mercy Gate | [ 35 ] |
| 1999 | Kristine Kathryn Rusch            | Echea | [ 35 ] |
| 1999 | Walter Jon Williams               | Lete (Lethe) | [ 35 ] |
| 2000 | Mary Turzillo                     | Mars Is No Place for Children | [ 36 ] |
| 2000 | Phyllis Eisenstein                | The Island in the Lake | [ 36 ] |
| 2000 | Esther M. Friesner                | How to Make Unicorn Pie | [ 36 ] |
| 2000 | Brian A. Hopkins                  | Five Days in April | [ 36 ] |
| 2000 | Stanley Schmidt, Jack McDevitt    | Good Intentions | [ 36 ] |
| 2000 | Bruce Sterling                    | Takla Makan (Taklamakan) | [ 36 ] |
| 2001 | Walter Jon Williams               | Daddy's World | [ 37 ] |
| 2001 | Eleanor Arnason                   | Stellar Harvest | [ 37 ] |
| 2001 | Gardner Dozois                    | A Knight of Ghosts and Shadows | [ 37 ] |
| 2001 | Greer Ilene Gilman                | Jack Daw's Pack | [ 37 ] |
| 2001 | Mike Moscoe                       | A Day's Work on the Moon | [ 37 ] |
| 2001 | Bruce Holland Rogers              | How the Highland People Came to Be | [ 37 ] |
| 2001 | Stanley Schmidt                   | Generation Gap | [ 37 ] |
| 2002 | Kelly Link                        | Louise's Ghost | [ 38 ] |
| 2002 | Amy Sterling Casil                | To Kiss the Star | [ 38 ] |
| 2002 | Andy Duncan                       | The Pottawatomie Giant | [ 38 ] |
| 2002 | James Patrick Kelly               | Misja (Undone) | [ 38 ] |
| 2002 | James Morrow                      | Pomyślne jajeczka (Auspicious Eggs) | [ 38 ] |
| 2002 | William Shunn                     | Dance of the Yellow-Breasted Luddites | [ 38 ] |
| 2003 | Ted Chiang                        | Piekło to nieobecność Boga (Hell Is the Absence of God) | [ 39 ] |
| 2003 | M. Shayne Bell                    | The Pagodas of Ciboure | [ 39 ] |
| 2003 | Richard Bowes                     | The Ferryman's Wife | [ 39 ] |
| 2003 | Gregory Frost                     | Madonna of the Maquiladora | [ 39 ] |
| 2003 | Allen Steele                      | The Days Between | [ 39 ] |
| 2003 | Charles Stross                    | Homary (Lobsters) | [ 39 ] |
| 2004 | Jeffrey Ford                      | Imperium lodów (The Empire of Ice Cream) | [ 40 ] |
| 2004 | Richard Bowes                     | The Mask of the Rex | [ 40 ] |
| 2004 | Adam-Troy Castro                  | Of a Sweet Slow Dance in the Wake of Temporary Dogs | [ 40 ] |
| 2004 | Cory Doctorow                     | 0wnz0red | [ 40 ] |
| 2004 | Ray Vukcevich                     | The Wages of Syntax | [ 40 ] |
| 2005 | Ellen Klages                      | Basement Magic | [ 41 ] |
| 2005 | Andy Duncan                       | Zora and the Zombie | [ 41 ] |
| 2005 | Christopher Rowe                  | The Voluntary State | [ 41 ] |
| 2005 | William Sanders                   | Dry Bones | [ 41 ] |
| 2005 | Lois Tilton                       | The Gladiator's War: A Dialogue | [ 41 ] |
| 2006 | Kelly Link                        | Czarodziejska torebka (The Faery Handbag) | [ 42 ] |
| 2006 | Daniel Abraham                    | Flat Diane | [ 42 ] |
| 2006 | James Patrick Kelly               | Men Are Trouble | [ 42 ] |
| 2006 | Eileen Gunn, Leslie What          | Nirvana High | [ 42 ] |
| 2006 | Paolo Bacigalupi                  | Ludzie piasku i popiołu (The People of Sand and Slag) | [ 42 ] |
| 2007 | Peter S. Beagle                   | Dwa serca (Two Hearts) | [ 43 ] |
| 2007 | Christopher Barzak                | The Language of Moths | [ 43 ] |
| 2007 | Delia Sherman                     | Walpurgis Afternoon | [ 43 ] |
| 2007 | M. Rickert                        | Podróż w głąb królestwa (Journey into the Kingdom) | [ 43 ] |
| 2007 | Vonda N. McIntyre                 | Małe twarze (Little Faces) | [ 43 ] |
| 2008 | Ted Chiang                        | Kupiec i wrota alchemika (The Merchant and the Alchemist’s Gate)                                                                                            | [ 44 ] |
| 2008 | Robin Wayne Bailey                | The Children's Crusade | [ 44 ] |
| 2008 | Terry Bramlett                    | Child, Maiden, Woman, Crone | [ 44 ] |
| 2008 | Kij Johnson                       | Ewolucja opowieści o triksterze wśród psów z Parku Północnego po Zmianie (The Evolution of Trickster Stories Among the Dogs of North Park After the Change) | [ 44 ] |
| 2008 | Nancy Kress                       | Bezpieczeństwo (Safeguard) | [ 44 ] |
| 2008 | Delia Sherman                     | The Fiddler of Bayou Teche | [ 44 ] |
| 2008 | Geoff Ryman                       | Piękna córka Pol Pota (Pol Pot's Beautiful Daughter) | [ 44 ] |
| 2009 | John Kessel                       | Duma i Prometeusz (Pride and Prometheus) | [ 45 ] |
| 2009 | Richard Bowes                     | If Angels Fight | [ 45 ] |
| 2009 | James Alan Gardner                | Broń promieniowa – love story (The Ray-Gun: A Love Story)                                                                                                   | [ 45 ] |
| 2009 | Lisa Goldstein                    | Dark Rooms | [ 45 ] |
| 2009 | Mary Rosenblum                    | Night Wind | [ 45 ] |
| 2009 | Johanna Sinisalo                  | Baby Doll | [ 45 ] |
| 2009 | K. D. Wentworth                   | Kaleidoscope | [ 45 ] |
| 2010 | Eugie Foster                      | Sinner, Baker, Fabulist, Priest; Red Mask, Black Mask, Gentleman, Beast                                                                                     | [ 46 ] |
| 2010 | Paolo Bacigalupi                  | Hazardzista (The Gambler) | [ 46 ] |
| 2010 | Michael Bishop                    | Vinegar Peace, or the Wrong-Way Used-Adult Orphanage | [ 46 ] |
| 2010 | Richard Bowes                     | I Needs Must Part, the Policeman Said | [ 46 ] |
| 2010 | Ted Kosmatka                      | Prorocze światło (Divining Light) | [ 46 ] |
| 2010 | Rachel Swirsky                    | A Memory of Wind | [ 46 ] |
| 2011 | Eric James Stone                  | The Leviathan, Whom Thou Hast Made | [ 47 ] |
| 2011 | Christopher Barzak                | Map of Seventeen | [ 47 ] |
| 2011 | Aliette de Bodard                 | The Jaguar House, in Shadow (The Jaguar House, in Shadow)                                                                                                   | [ 47 ] |
| 2011 | Christopher Kastensmidt           | The Fortuitous Meeting of Gerard van Oost and Oludara | [ 47 ] |
| 2011 | James Patrick Kelly               | Plus or Minus | [ 47 ] |
| 2011 | Shweta Narayan                    | Pishaach | [ 47 ] |
| 2011 | Caroline M. Yoachim               | Stone Wall Truth | [ 47 ] |
| 2012 | Geoff Ryman                       | What We Found | [ 48 ] |
| 2012 | Rachel Swirsky                    | Fields of Gold | [ 48 ] |
| 2012 | Brad R. Torgersen                 | Ray of Light | [ 48 ] |
| 2012 | Ferrett Steinmetz                 | Stacja kiszonej kapusty (Sauerkraut Station) | [ 48 ] |
| 2012 | Charlie Jane Anders               | Sześć miesięcy i trzy dni (Six Months, Three Days) | [ 48 ] |
| 2012 | Katherine Sparrow                 | The Migratory Pattern of Dancers | [ 48 ] |
| 2012 | Jake Kerr                         | The Old Equations | [ 48 ] |
| 2013 | Andy Duncan                       | Close Encounters | [ 49 ] |
| 2013 | Catherine Asaro                   | The Pyre of New Day | [ 49 ] |
| 2013 | Ken Liu                           | Fale (The Waves) | [ 49 ] |
| 2013 | Brit Mandelo                      | The Finite Canvas | [ 49 ] |
| 2013 | Meghan McCarron                   | Swift, Brutal Retaliation | [ 49 ] |
| 2013 | Rachel Swirsky                    | Portrait of Lisane da Patagnia | [ 49 ] |
| 2013 | Catherynne M. Valente             | Przejście w biel (Fade To White) | [ 49 ] |
| 2014 | Aliette de Bodard                 | The Waiting Stars | [ 50 ] |
| 2014 | Christopher Barzak                | Paranormal Romance | [ 50 ] |
| 2014 | Alaya Dawn Johnson                | They Shall Salt the Earth with Seeds of Glass | [ 50 ] |
| 2014 | Henry Lien                        | Pearl Rehabilitative Colony for Ungrateful Daughters | [ 50 ] |
| 2014 | Ken Liu                           | The Litigation Master and the Monkey King | [ 50 ] |
| 2014 | Sarah Pinsker                     | In Joy, Knowing the Abyss Behind | [ 50 ] |
| 2015 | Alaya Dawn Johnson                | Przewodnik po owocach wyspy Hawai'i (A Guide to the Fruits of Hawai'i)                                                                                      | [ 51 ] |
| 2015 | Richard Bowes                     | Sleep Walking Now and Then | [ 51 ] |
| 2015 | Tom Crosshill                     | Magia i demon Laplace'a (The Magician and Laplace's Demon)                                                                                                  | [ 51 ] |
| 2015 | Carmen Maria Machado              | Mężowski szew (The Husband Stitch) | [ 51 ] |
| 2015 | Sam J. Miller                     | We Are the Cloud | [ 51 ] |
| 2015 | Kai Ashante Wilson                | The Devil in America | [ 51 ] |
| 2016 | Sarah Pinsker                     | Our Lady of the Open Road | [ 52 ] |
| 2016 | Brooke Bolander                   | I po trupach ją poznacie (And You Shall Know Her by the Trail of Dead)                                                                                      | [ 52 ] |
| 2016 | Tamsyn Muir                       | The Deepwater Bride | [ 52 ] |
| 2016 | Rose Lemberg                      | Grandmother-nai-Laylit's Cloth of Winds | [ 52 ] |
| 2016 | Henry Lien                        | The Ladies' Aquatic Gardening Society | [ 52 ] |
| 2016 | Michael Bishop                    | Rattlesnakes and Men | [ 52 ] |
| 2017 | William Ledbetter                 | The Long Fall Up | [ 53 ] |
| 2017 | Sarah Pinsker                     | Sooner or Later Everything Falls Into the Sea | [ 53 ] |
| 2017 | Jason Sanford                     | Blood Grains Speak Through Memories | [ 53 ] |
| 2017 | Bonnie Jo Stufflebeam             | The Orangery | [ 53 ] |
| 2017 | Fran Wilde                        | The Jewel and Her Lapidary | [ 53 ] |
| 2017 | Alyssa Wong                       | You'll Surely Drown Here If You Stay | [ 53 ] |
| 2018 | Kelly Robson                      | A Human Stain | [ 54 ] |
| 2018 | Richard Bowes                     | Dirty Old Town | [ 54 ] |
| 2018 | Jonathan P. Brazee                | Weaponized Math | [ 54 ] |
| 2018 | Sarah Pinsker                     | Wind Will Rove | [ 54 ] |
| 2018 | Vina Jie-Min Prasad               | Zamówienie na steki (A Series of Steaks) | [ 54 ] |
| 2018 | K. M. Szpara                      | Small Changes Over Long Periods of Time | [ 54 ] |
| 2019 | Brooke Bolander                   | The Only Harmless Great Thing | [ 55 ] |
| 2019 | Andy Duncan                       | An Agent of Utopia | [ 55 ] |
| 2019 | Tina Connolly                     | The Last Banquet of Temporal Confections | [ 55 ] |
| 2019 | Lawrence M. Schoen                | The Rule of Three | [ 55 ] |
| 2019 | Yudhanjaya Wijeratne, R. R. Virdi | Messenger | [ 55 ] |
| 2019 | José Pablo Iriarte                | The Substance of My Lives, the Accidents of Our Births | [ 55 ] |
| 2020 | Cat Rambo                         | Carpe Glitter | [ 56 ] |
| 2020 | Caroline M. Yoachim               | The Archronology of Love | [ 56 ] |
| 2020 | G. V. Anderson                    | A Strange Uncertain Light | [ 56 ] |
| 2020 | Mimi Mondal                       | Jego śladem poprzez światło i mrok (His Footsteps, Through Darkness and Light)                                                                              | [ 56 ] |
| 2020 | Siobhan Carroll                   | Bowiem potrafi się skradać (For He Can Creep) | [ 56 ] |
| 2020 | Sarah Pinsker                     | The Blur in the Corner of Your Eye | [ 56 ] |
| 2021 | Sarah Pinsker                     | Two Truths and a Lie | [ 57 ] |
| 2021 | Leah Cypress                      | Stepsister | [ 57 ] |
| 2021 | Meg Elison                        | The Pill | [ 57 ] |
| 2021 | A.T. Greenblatt                   | Burn, or the Episodic Life of Sam Wells as a Super | [ 57 ] |
| 2021 | Bonnie Jo Stufflebeam             | Where You Linger | [ 57 ] |
| 2021 | Caroline M. Yoachim               | Shadow Prisons | [ 57 ] |
| 2022 | Oghenechovwe Donald Ekpeki        | O2 Arena | [ 58 ] |
| 2022 | PH Lee                            | Just Enough Rain | [ 58 ] |
| 2022 | Lauren Ring                       | (emet) | [ 58 ] |
| 2022 | John Wiswell                      | Nie czas na tę historię (That Story Isn’t the Story) | [ 58 ] |
| 2022 | Caroline M. Yoachim               | Colors of the Immortal Palette | [ 58 ] |
| 2023 | John Chu                          | Jeśli przyjdzie ci rozmawiać z bogiem, mów mu na ty (If You Find Yourself Speaking to God, Address God with the Informal You)                               | [ 59 ] |
| 2023 | Wole Talabi                       | A Dream of Electric Mothers | [ 59 ] |
| 2023 | S.L. Huang                        | Murder By Pixel: Crime and Responsibility in the Digital Darkness                                                                                           | [ 59 ] |
| 2023 | Natalia Theodoridou               | The Prince of Salt and the Ocean's Bargain | [ 59 ] |
| 2023 | S. B. Divya                       | Two Hands, Wrapped in Gold | [ 59 ] |
| 2023 | Marie Vibbert                     | We Built This City | [ 59 ] |
| 2024 | Naomi Kritzer                     | The Year Without Sunshine | [ 60 ] |
| 2024 | Renan Bernardo                    | A Short Biography of a Conscious Chair | [ 60 ] |
| 2024 | Ai Jiang                          | Jestem AI (I AM AI) | [ 60 ] |
| 2024 | Angela Liu                        | Wygeneruj obraz: dziewczyna o fioletowych włosach zestrzeliwuje Księżyc (Imagine Purple-Haired Girl Shooting Down the Moon)                                 | [ 60 ] |
| 2024 | Wole Talabi                       | Saturday’s Song | [ 60 ] |
| 2024 | Eugenia Triantafyllou             | Sześć wersji mojego brata znalezionych pod mostem (Six Versions of My Brother Found Under the Bridge)                                                       | [ 60 ] |
| 2025 | A. W. Prihandita                  | Negative Scholarship on the Fifth State of Being | [ 61 ] |
| 2025 | Angela Liu                        | Another Girl Under the Iron Bell | [ 61 ] |
| 2025 | Thomas Ha                         | The Brotherhood of Montague St. Video | [ 61 ] |
| 2025 | Eugenia Triantafyllou             | Joanna's Bodies | [ 61 ] |
| 2025 | Christine Hanolsy                 | Katya Vasilievna and the Second Drowning of Baba Rechka | [ 61 ] |
| 2025 | Eugenia Triantafyllou             | Joanna's Bodies | [ 61 ] |
| 2025 | Aimee Ogden                       | What Any Dead Thing Wants | [ 61 ] |